# گواف رشته دار
نام علمی گونه
(Nematalosa nasus (Bloch, 1796
نام علمی مترادف: ندارد
نام انگلیسی: Bloch's gizzard - shad
نام فارسی: گواف رشته دار
اندازه: حداکثر اندازه ۲۲ و به‌طور متوسط ۲۰ سانتی‌متر می‌باشد.
مشخصات: بدن فشرده و مرتفع، سطح شکمی دارای زره پولکی، آخرین شعاع باله پشتی رشته‌ای دهان کوچک و فاقد دندان، چشم دارای پلک سوم است. باله پشتی دارای ۱۲ تا ۱۵ عدد شعاع نرم، باله مخرجی دارای ۱۹ تا ۲۲ شعاع نرم و باله شکمی دارای ۸ شعاع نرم می‌باشد. فک پایین به سمت بیرون جلو آمده، لبه عقبی فلسها دندانه‌ای، دو سری فلس‌های جلوی باله پشتی برهم منطبق می‌شوند. خارهای آبششی موجود در کمانهای آبششی با افزایش سن افزایش یافته و گاهی تعداد آن به بیش از ۲۰۰ عدد در اولین کمان آبششی می‌رسد. رنگ بدن در پشت سبز – آبی یا خاکستری و در طرفین نقره‌ای است، یک لکه تیره در بخش عقبی سرپوش آبششی دیده می‌شود.
زیست‌شناسی: گونه‌ای سطح زی بوده، در آبهای ساحلی زیست می‌نماید و همچنین وارد مصب نیز می‌شوند و گاهی اوقات به تعداد زیاد در خورها دیده می‌شوند.
نامهای مورد استفاده در جنوب ایران: پهلوا - گواگ
وسایل صید: تور گردان، تورهای کیسه‌ای و بالارونده، تورهای کششی ساحلی